# Гидроксид бериллия
Гидрокси́д бери́ллия — амфотерный гидроксид, имеющий химическую формулу Be(OH)2. 
Природный гидроксид бериллия называется бехоит. 

## Физические свойства
При стандартных условиях представляет собой гелеобразное белое вещество, практически нерастворимое в воде. Вместе с тем он хорошо растворяется в разбавленных минеральных кислотах. 

## Получение
Гидроксид бериллия получают в виде геля при обработке солей бериллия гидроксидами щелочных металлов или гидролизом нитрида или фосфида бериллия:
{\displaystyle {\mathsf {Be_{3}N_{2}+6H_{2}O\longrightarrow 3Be(OH)_{2}+2NH_{3}}}}.

## Химические свойства
Взаимодействие с растворами  щелочей с образованием соли:
{\displaystyle {\mathsf {Be(OH)_{2}+2NaOH\longrightarrow Na_{2}[Be(OH)_{4}]}}}.
При сплавлении с твёрдыми гидроксидами щелочных металлов  образует бериллаты. 
Взаимодействие с кислотами с образованием соли и воды:
{\displaystyle {\mathsf {Be(OH)_{2}+H_{2}SO_{4}\longrightarrow BeSO_{4}+2H_{2}O}}}.
Разложение на оксид бериллия и воду при нагревании 200—800 °C:
{\displaystyle {\mathsf {Be(OH)_{2}\longrightarrow BeO+H_{2}O}}}.
Поглощение углекислого газа из воздуха:
{\displaystyle {\mathsf {2Be(OH)_{2}+CO_{2}\longrightarrow Be_{2}CO_{3}(OH)_{2}+H_{2}O}}}.

## Токсичность
Как и все соединения бериллия, его гидроксид чрезвычайно ядовит, его ЛД50 для крыс составляет 4 мг/кг. Также является канцерогеном, как и другие соединения бериллия. Вдыхание пыли, содержащей гидроксид бериллия, вызывает бериллиоз. При работе необходимо использование средств индивидуальной защиты органов дыхания и глаз.